# Шеффчик, Лео
Лео Шеффчик (нем. Leo Scheffczyk; 21 февраля 1920, Беутен, Веймарская республика (ныне Бытом, Польша) — 8 декабря 2005, Мюнхен, Германия) — немецкий кардинал, крупный католический богослов, не имевший епископской ординации. Кардинал-дьякон с титулярной диаконией Сан-Франческо-Саверио-делла-Гарбателла с 21 февраля 2001.